# Kerberos (Mond)
Kerberos (auch Pluto IV) ist der viertnächste und viertgrößte der fünf bekannten Monde des Zwergplaneten Pluto.

## Entdeckung und Benennung

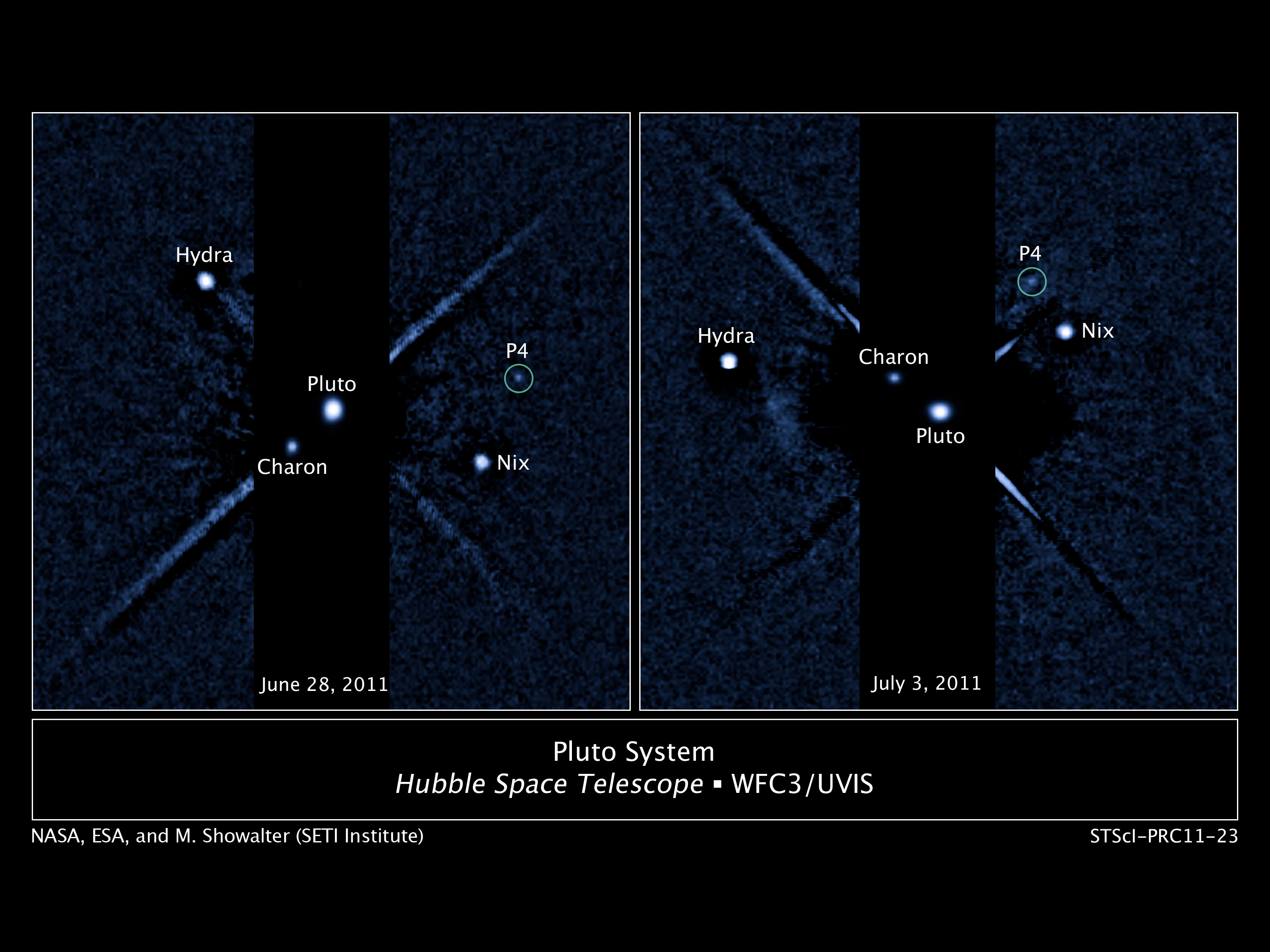
Hubbles Entdeckungsbilder mit Kerberos

Am 20. Juli 2011 gab die NASA die Entdeckung eines vierten Plutomondes bekannt. Der mit dem vorläufigen Namen S/2011 (134340) 1 bezeichnete Trabant wurde mit Hilfe des Hubble-Weltraumteleskops bei der Suche nach eventuell vorhandenen Planetenringen entdeckt. Die Entdeckung gelang einem Team von Astronomen um Mark R. Showalter. Mit einer geschätzten Größe von 13 bis 34 km war er zum Zeitpunkt seiner Entdeckung der kleinste bekannte Mond Plutos. Der Mond war auf einem am 28. Juni 2011 mit der Hubble Wide Field Camera 3 aufgenommenen Foto entdeckt worden und konnte auf weiteren Aufnahmen vom 3. und 18. Juli bestätigt werden. Die Belichtungsdauer für diese Aufnahmen betrug acht Minuten. Auf archivierten Hubble-Aufnahmen des Pluto-Systems, die am 15. Februar 2006 mit dem ACS/HRC-Instrument aufgenommen wurden, konnte der Mond ebenfalls identifiziert werden. Auf den meisten früheren Aufnahmen war der Himmelskörper jedoch nicht sichtbar, da sie mit kürzerer Belichtungszeit aufgenommen worden waren.
S/2011 (134340) 1 war zunächst die vorläufige Bezeichnung, die von der Internationalen Astronomischen Union (IAU) vergeben wurde; manchmal wurde sie fälschlich mit S/2011 P 1 angegeben. Die NASA bezeichnet ihn in ihrer Entdeckungsmeldung mit der inoffiziellen Projektbezeichnung P4. Am 2. Juli 2013 gab die IAU bekannt, dass der Mond offiziell als vierter Mond des Pluto anerkannt wurde und bestätigte den auf Basis einer Internetabstimmung von Frank G. Gerigk vorgeschlagenen und danach von Showalter offiziell eingereichten Namensvorschlag Cerberus – nach dem Höllenhund in der griechischen Mythologie, der den Eingang zur Unterwelt bewacht –, jedoch in der griechischen Schreibweise Kerberos, um eine Verwechslung mit dem Asteroiden (1865) Cerberus zu vermeiden.

## Bahneigenschaften
Die mittlere Distanz zu Pluto beträgt 57.780 km, so dass die Umlaufbahn zwischen den bereits bekannten Monden Nix und Hydra liegt. Die Bahnexzentrizität beträgt 0,003, die Bahn ist 0,4° gegenüber dem Äquator von Pluto geneigt. Die Umlaufzeit beträgt 32 Tage 4 Stunden und 5 Minuten.
Im Gegensatz zu vielen anderen Monden im Sonnensystem, welche eine Gebundene Rotation aufweisen, rotieren mit Ausnahme von Charon alle Plutomonde unabhängig. Kerberos braucht für einen Umlauf um die eigene Achse 5 Tage 7 Stunden und 26 Minuten. Er ist somit der am langsamsten rotierende kleinere Plutomond.

## Physikalische Eigenschaften
Kerberos ist ein unregelmäßig geformter Körper mit einer Ausdehnung von etwa 19 × 10 × 9 km.
Kerberos ist vermutlich, analog zur Theorie zur Entstehung des Erdmondes, das Produkt der großen Kollision eines Vorgängers von Pluto mit einem anderen plutogroßen Körper des Kuipergürtels, die den Mond Charon formte, wobei Trümmer in äußere Umlaufbahnen um Pluto gerieten, die dabei den Mond Kerberos bildeten.

## Erforschung
Auf den Aufnahmen mit dem Hubble-Weltraumteleskop lassen sich keine Oberflächenformen erkennen. Gegen Anfang Mai 2015 konnte Kerberos auch von der Raumsonde New Horizons erfasst werden. Die Sonde passierte Pluto am 14. Juli 2015, da aber der Schwerpunkt der Mission auf Pluto und Charon lag, gab es von den kleinen Monden nur wenige Aufnahmen, aus größerer Distanz.